# Poa lettermanii
Poa lettermanii är en gräsart som beskrevs av George Vasey. Poa lettermanii ingår i släktet gröen, och familjen gräs. Inga underarter finns listade i Catalogue of Life.